# Бездонис
Бездо́нис (лит. Bezdonys, «Безда́ны», пол. Bezdany, бел. Бязданы) — местечко в Вильнюсском районе Литвы, в 25 км к северо-востоку от Вильнюса и 6 км к юго-востоку от Неменчине; станция на железной дороге Вильнюс — Даугавпилс; центр Бездонского староства.

## Положение и общая характеристика
Расположен на реке Бездоне (лит. Bezdonė), левом притоке Няриса, в лесном массиве. Шоссе соединяет с Неменчине. Деревянный костёл Пресвятой Девы Марии – Остробрамской Матери Милосердия (построен в 1937 году, в 1947—1988 годах не действовал), почта, железнодорожный вокзал. Гимназия имени Юлиуша Словацкого с преподаванием на польском языке (с 1998 года; в 1998—2015 годах средняя школа), начальная школа «Сауле́тякио» с преподаванием на литовском языке (1992); детский сад, библиотека, центр культуры.

## Население
Насчитывалось 315 (1903), 308 (1931), 445 (1959), 750 (1975), 678 (1979), 1 971 (1989), 835 (2002) жителей. В 2011 году насчитывалось 743 жителя.

## История
Имение и одноимённое селение известны с XV века. До 1915 года село и железнодорожная станция. С 1915 года Безданы местечко; в советское время центр апилинки (лит. «околица», административная единица меньше района).
По Яну Длугошу, в 1415 году Безданы посетил великий князь литовский и король польский Ягелло (Йогайла). В 1516 году король Сигизмунд Старый подарил безданское имение с мельницей виленскому городничему Ульриху Гозию (Ulrych Hozjusz), отцу кардинала Станислава Гозия – одного из папских легатов на Тридентском соборе. Внук Ульриха, племянник кардинала Ульрих Гозий в марте 1605 года продал имение виленскому канонику Вильчопольскому (Wilczopolski), который четыре года спустя подарил земли иезуитам виленской коллегии.
Имение принадлежало иезуитам с сентября 1609 года до упразднения ордена (1773); здесь бывал знаменитый иезуитский поэт Мацей Казимир Сарбевский (Сарбевий). Летом 1774 года король Станислав Август (Понятовский) подарил имение писарю великому литовскому и воеводе брест-литовскому Миколаю Тадеушу Лопацинскому с условием ежегодной выплаты доли стоимости имения в фонд Эдукационной комиссии (Комиссии национальной эдукации). Позднее имение дробилось на отдельные участки и меняло владельцев.
Развитию Бездан способствовало проведение в 1862 году железной дороги Петербург — Вильна: в 1865 году была основана кожевенная мастерская, в 1886 — жироплавильня, в 1892 — фабрика по производству клея, в 1894 — завод по производству спирта из свёклы. В окрестных лесах проводились торфозаготовки. В межвоенные годы от железнодорожной станции в двух направлениях — в Рокантишский лес и к Гожельне Безданы (Аукштойи Бездонис) — были проложены две торфовозные узкоколейки, разобранные до 1960 года (сохранились фрагменты полотна с кривыми малого радиуса). В советское время действовала фабрика по переработке льна.
26 сентября 1908 года польская боевая группа из 20 человек под командованием Юзефа Пилсудского ограбила на станции Безданы почтовый поезд, похитив, по разным источникам, от 200 тысяч до 600 тысяч и даже 2,7 млн рублей (см. Безданское ограбление). Во время немецкой оккупации в 1941—1944 годах неподалёку от Бездан располагался концентрационный лагерь и лагерь советских военнопленных. После Второй мировой войны жители Бездан, за исключением 3 семей, репатриировались в Польшу.
С 1904 году в частном доме действовала начальная школа с преподаванием на русском языке, после Первой мировой войны преподавание велось на польском. По реализованной после смерти Юзефа Пилсудского правительственной программе строительства в Виленском воеводстве «ста школ Пилсудского» построено деревянное здание школы; освящено в 1937 году. С 1946 года в этой же школе действовали классы с преподаванием на польском и русском языках. В 1949 году начальная школа преобразована в семилетнюю, в 1962 — в восьмилетнюю. С 1957 года в школе преподавание велось также на литовском языке (литовские классы). В 1968 году было построено новое здание школы. В 1992 году была образована отдельная начальная школа с преподаванием на литовском языке. 19 ноября 1997 школе с преподаванием на польском языке было присвоено имя Юлиуша Словацкого. С 1998 года школа средняя (30 учителей, 130 учащихся), в настоящее время гимназия.
Безданы относились к неменчинскому приходу. В 1937 году было выстроено деревянное здание Костёла Пресвятой Девы Марии – Остробрамской Матери Милосердия. При освящении присутствовал президент Польской Республики Игнацы Мосьцицкий (Mościcki). В августе 1940 года образован отдельный безданский приход.
В 1992 году образовалась молодёжная группа Службы помощи Мальтийского ордена (12 человек), о деятельности которой, впрочем, ничего неизвестно. Осенью 2004 года началось сотрудничество сянюнии Бездониса с городским советом Миломлын (Польша).